# Anders Lindgren (1868–1915)
Anders Lindgren, född 26 september 1868 i Göteborg, död 8 juni 1915 på Stjärnvik i Tjärnö socken, var en svensk boktryckare.
Anders Lindgren var son till Anders Lindgren. Han fick en gedigen utbildning innan han som tjugoåring övertog faderns firma A. Lindgren & söners boktryckeri. Han moderniserade rörelsen och uppsatte 1899 den första elektriska tryckpressen i Göteborg. Förutom några enstaka bokverk som Onkel Toms stuga (1862) förekom huvudsakligen affisch-, tabell-, och programtryck. Tidningen Förposten trycktes från starten 1865 vid Lindgrens tryckeri, men huvudvikten kom med åren att alltmer läggas på accidenstryck och tryck för statliga och kommunala myndigheter. Anders Lindgren gjorde även känd som friluftsmänniska med stor kroppsstyrka.